# Philodromus browningi
Philodromus browningi este o specie de păianjeni din genul Philodromus, familia Philodromidae, descrisă de Lawrence în anul 1952. Conform Catalogue of Life specia Philodromus browningi nu are subspecii cunoscute.